# ROKS Jeju (FF-958)
Le ROKS Jeju (FF-958) est une frégate de la marine de la république de Corée, le septième navire de la classe Ulsan. Il est nommé d’après l’île de Jeju, la plus grande île de Corée.

## Conception
Au début des années 1990, le plan du gouvernement sud-coréen pour la construction de navires côtiers de prochaine génération nommé Frégate 2000 a été abandonné en raison de la crise financière asiatique de 1997. Mais avec le démantèlement des destroyers de classe Gearing et la flotte vieillissante de frégates de classe Ulsan, le plan a été relancé au début des années 2000 sous le nom de Future Frigate eXperimental, également connu sous le nom de FFX.
10 navires ont été lancés et mis en service de 1980 à 1993. Ils ont 3 variantes différentes qui se compose de Flight I, Flight II et Flight III.

## Carrière
Le ROKS Jeju a été construit par Daewoo Shipbuilding & Marine Engineering, lancé le 3 mai 1988 et mis en service le 1er janvier 1990.
Il a participé au Foal Eagle 2015. 
Il a été désarmé le 30 décembre 2022, les navires de classe Ulsan et de classe Pohang étant remplacés par les frégates de classe Incheon et de classe Daegu. La destination finale de ces navires n’est pas encore claire, mais ils seront gardés en réserve et utilisés comme navires-écoles.